# Knautschke

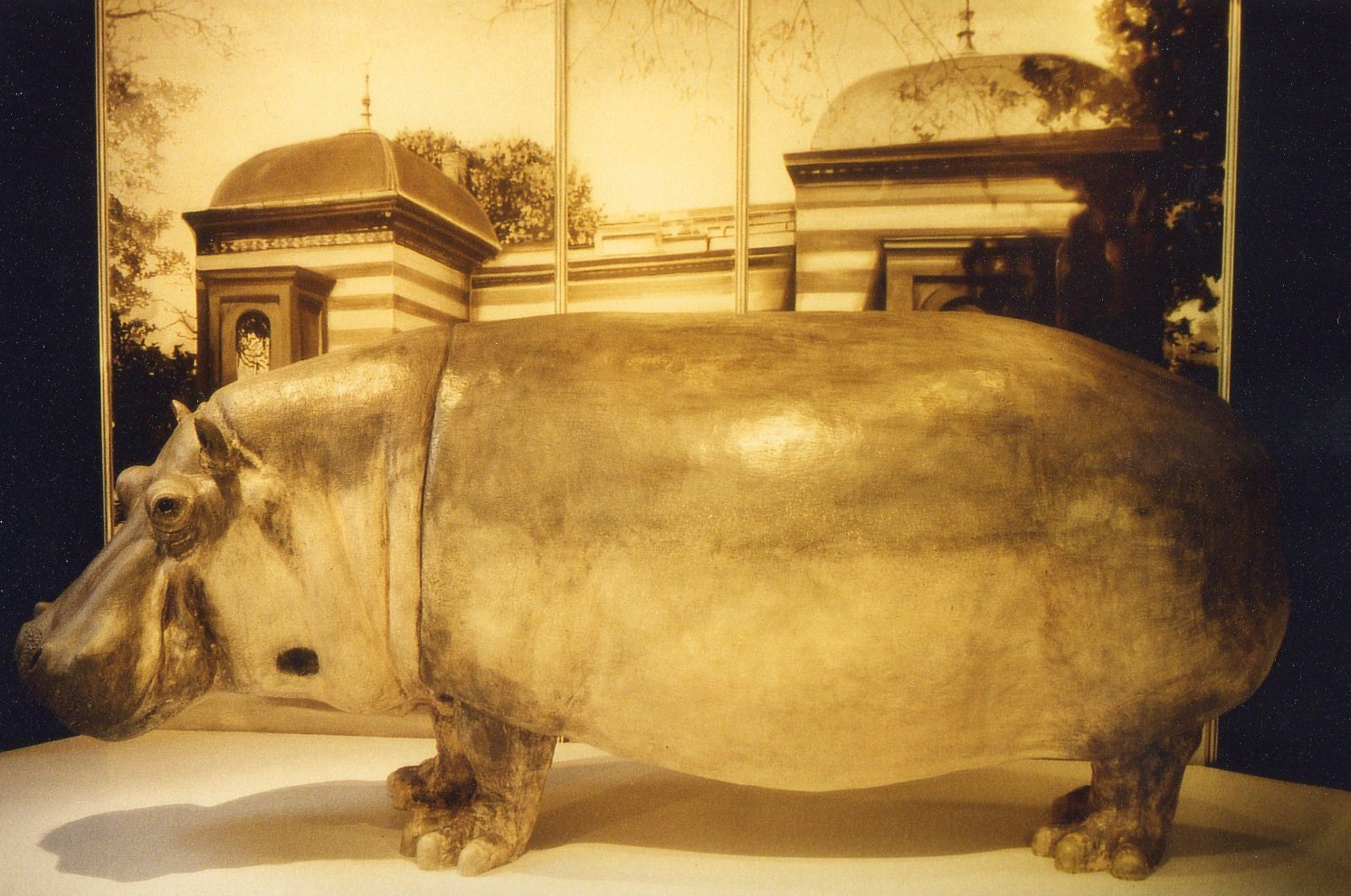
Knautschke

Knautschke, född 1943, död 1988, var en flodhästhane på Berlins zoo som var mycket populär bland besökarna. 
Knautschke var ett av 91 djur på Berlins zoo som överlevde andra världskriget. Han hittades i bassängen som var tömd och räddades genom att man med hinkar hällde vatten över honom. Knautschkes mamma överlevde inte kriget. Efter kriget blev Knautschke känd i samband med aveln med honorna Grete och Olga som levde på ett zoo i Leipzig. Knautschke transport mellan Östtyskland och Västberlin vilket var mycket politiskt spektakulära vid den här tiden. Den första ungen som föddes genom denna avel i Leipzig var en hona som hette Bulette. 1958 föddes den första flodhästen i Berlin efter kriget, Jette, vars föräldrar var Knautschke och dottern Bulette. Knautschke avlivades 1988 sedan han skadats svårt i en kamp med en av sina söner. 